# Wagakki Band
Wagakki Band (和楽器バンド, wagakkibando) est un groupe japonais qui mélange musique rock et instruments traditionnels japonais (wagakki),. Leurs premiers titres ont été adaptés à partir de vocaloid, mais ils ont par la suite écrit leurs propres chansons. Le clip de Senbonzakura (千本桜) est devenu viral et a été vu plus de 110 millions de fois sur YouTube. Le groupe a donné des concerts en Asie, en Europe et aux États-unis.

## Membres
- Yūko Suzuhana (鈴華ゆう子?) – chant
- Machiya (町屋?) – guitare
- Beni Ninagawa (蜷川べに?) – tsugaru shamisen
- Kiyoshi Ibukuro (いぶくろ聖志?) – koto
- Asa (亜沙?) – basse
- Daisuke Kaminaga (神永大輔?) – shakuhachi
- Wasabi (山葵?) – batterie
- Kurona (黒流?) – wadaiko

## Discographie

### Albums studio
- Joshou (序章?) (2013)
- Vocalo Zanmai (ボカロ三昧?) (2014)
- Yasou Emaki (八奏絵巻?) (2015)
- Shikisai (四季彩?) (2017)
- Otonoe (オトノエ?) (2018)
- Tokyo Singing (2020)

### Compilations
- Kiseki BEST COLLECTION+ (軌跡 BEST COLLECTION＋?) (2017)[4]

### Singles
- Hanabi (華火?) (2014) [5]
- -ikusa-/Nadeshikozakura (戦/なでしこ桜?) (2015) [6]
- Valkyrie (戦乙女?) (2016) [7]
- Kishikaisei (起死回生?) (2016) [8]
- Amenochi Kanjyoron (雨のち感情論?) (2017) [9]
- Yuki Kageboushi (雪影ぼうし?) (2018) [10]
- Singin' for... (2020)[11]
- Sakura Rising (2020) en duo avec Amy Lee [12]

### Albums live
- Vocalo Zanmai Dai Ensoukai (ボカロ三昧大演奏会?) (2014)[13]
- Dai Shinnenkai 2016 Nippon Budōkan -Akatsuki no Utage- (大新年会2016日本武道館 -暁ノ宴-?) (2016)[14]
- WagakkiBand 1st US Tour (WagakkiBand 1st US Tour 衝撃 -DEEP IMPACT-?) (2017)[15]
- Dai Shinnenkai 2017 Tokyo Taiikukan -Yuki no Utage, Sakura no Utage- (大新年会2017東京体育館 -雪ノ宴・桜ノ宴-?) (2017)[16]

### Autres albums
- Cradle of Eternity (2016) - album solo de la chanteuse Yūko Suzuhana[17]